# Hans von Schack-Schackenburg

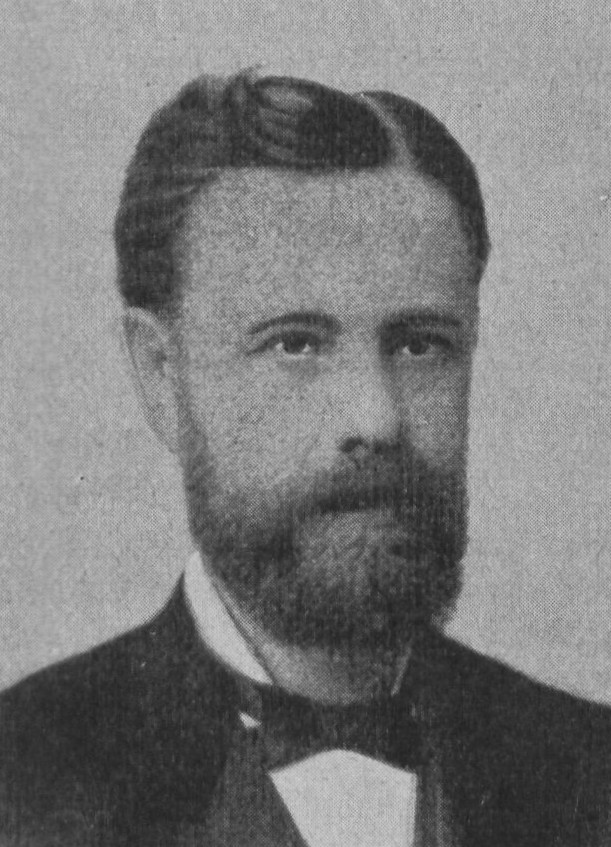
Hans von Schack-Schackenburg

Hans Graf von Schack-Schackenburg (* 12. Dezember 1852 auf Schloss Schackenborg bei Møgeltønder in Nordschleswig (heute Dänemark); † 28. Januar 1905 ebenda) war ein dänisch-deutscher Adliger und Ägyptologe. 

## Leben
Er entstammte dem dänischen Zweig des Adelsgeschlechts Schack, dessen Besitztümer nach dem Deutsch-Dänischen Krieg von 1864 zunächst unter preußische Herrschaft fielen und ab 1871 Teil des Deutschen Kaiserreiches wurden. Er besuchte von 1866 bis 1871 das Vitzthum-Gymnasium Dresden und studierte danach bis 1874 an den Universitäten Kiel und Göttingen. 1873 erbte er die Grafschaft Schackenborg und war damit finanziell unabhängig.
Schack entwickelte ein Interesse an der Ägyptologie. Autodidaktisch lernte er die altägyptische Sprache und wurde ein wissenschaftlich anerkannter Fachmann auf diesem Gebiet. Er kam in Kontakt mit der Berliner Schule der Ägyptologie um Adolf Erman. Seit 1898 gehörte er der Kommission für das Wörterbuch der ägyptischen Sprache an.
Er übersetzte bis dahin nicht erschlossene Papyri ins Deutsche. Seine wohl bekannteste Übersetzung ist der Papyrus Berlin 6619, eine wichtige Primärquelle zur Mathematik im alten Ägypten.
Er legte eine kleinere Sammlung ägyptischer Antiken auf Schloss Schackenborg an; die Sammlung wurde 1992 in Aarhus verkauft.

## Publikationen (Auswahl)
- Bemerkungen zu Prof. Dr. Eisenlohr's Ausgabe des mathematischen Papyrus Rhind. In: Recueil de travaux relatifs à la philologie et à l'archéologie égyptiennes et assyriennes : pour servir de bullletin à la Mission Française du Caire. Band 3, 1882, S. 152–154 (Digitalisat).
- Monuments égyptiens de la collection de Schackenborg. In: Recueil de travaux relatifs à la philologie et à l'archéologie égyptiennes et assyriennes : pour servir de bullletin à la Mission Française du Caire. Band 4, 1883, S. 38–40 (Digitalisat).
- Die Unterweisung des Königs Amenemhat I.  Vieweg, Paris 1883/84.
- Aegyptologische Studien. Hinrichs’sche Buchhandlung, Leipzig 1902.
- Das Buch von den zwei Wegen des seligen Toten (Zweiwegebuch). Texte aus der Pyramidenzeit nach einem im Berliner Museum bewahrten Sargboden des Mittleren Reiches. Hinrichs’sche Buchhandlung, Leipzig 1903 (Digitalisat).
- Der Berliner Papyrus 6619. In Zeitschrift für ägyptische Sprache und Altertumskunde. Band 38, 1900, S. 135–140 (Digitalisat).
- Das kleinere Fragment des Berliner Papyrus 6619. In: Zeitschrift für ägyptische Sprache und Altertumskunde. Band 40, 1902, S. 65–66 (Digitalisat).